# Brazil Szociáldemokrata Párt
Brazil Szociáldemokrata Párt egy brazíliai politikai párt, amely az ország szövetségi törvényhozásának, a Nemzeti Kongresszus harmadik legnagyobb képviselettel rendelkező pártja. A párt volt Luiz Inácio Lula da Silva és Dilma Rousseff munkáspárti elnökségének legfőbb ellenzéki ereje 2002 és 2016 között. 
A párt a brazil katonai diktatúra szociáldemokrata ellenzékeként jött létre az 1970-es évek második fele és az 1980-as évek eleje között. A katonai diktatúra bukása és a demokrácia megjelenése után ez a párt a Munkáspárttal az 1990-es évek óta mintegy 20 évig a brazil belpolitikai két legfőbb politikai erejévé vált. A párt jelképe a tukán, hivatalos színei a kék és sárga. 
A párt tagjait "tukánok"-nak is nevezik, a legismertebb "tukánok": Mário Covas, Geraldo Alckmin, Tasso Jereissati, Aécio Neves, egykori elnök Fernando Henrique Cardoso, Franco Montoro, Aloysio Nunes, Yeda Crusius, João Doria és José Serra.

## Történelem
A katonai diktatúra bukása után a baloldali értelmiségek egy csoportja, egy baloldali párt megállapítását szorgalmazták. Egy csoport közülük  Luiz Inacio Lula da Silva vezette munkásmozgalommal akart együtt valamit létrehozni, de ideológiai különbségek miatt hamar szétváltak útjaik. A demokratikus szocialista és trockista irányzat a Munkáspártot alapította meg, míg a szociáldemokrata irányzat tagjai a Brazil Demokratikus Mozgalom, PMDB tagjaiként maradtak meg. 1988 az ő kiválásukkal hozták létre a Brazil Szociáldemokrata Pártot. A megalakulásuk úgy történt, hogy a PMDB az európai szociáldemokrácia miatt állást kellett foglalni a párt ideológiájával kapcsolatban. A párt célja a szociáldemokraták, szociálliberálisak, kereszténydemokraták és keresztényszocialisták egy pártba terelése volt.  

## Ideológia
Habár a párt magát centristának tartja, a párt baloldali szárnya elutasítja ezt a megállapítást, főleg Fernando Henrique Cardoso elnöksége alatt, amikor is a harmadik utasság volt jellemző. Cardoso adminisztrációja neoliberális gazdaságpolitikát folytatott.

## Választási eredmények

### Elnökválasztás
| Választási év | Jelölt neve               | Első forduló     | Első forduló | Második forduló  | Második forduló | Kormány/Ellenzék? |
| Választási év | Jelölt neve               | Szavazatok száma | Szavazatok % | Szavazatok száma | Szavazatok %    | Kormány/Ellenzék? |
| ------------- | ------------------------- | ---------------- | ------------ | ---------------- | --------------- | ----------------- |
| 1989          | Mário Covas               | 7,786,939        | 11.5% (4th)  |                  |                 | Ellenzék          |
| 1994          | Fernando Henrique Cardoso | 34,362,726       | 54.3 (1st)   |                  |                 | Kormány           |
| 1998          | Fernando Henrique Cardoso | 35,922,692       | 53.1 (1st)   |                  |                 | Kormány           |
| 2002          | José Serra                | 19,694,843       | 23.2 (2nd)   | 33,356,860       | 38.7 (2nd)      | Ellenzék          |
| 2006          | Geraldo Alckmin           | 39,968,369       | 41.6 (2nd)   | 37,543,178       | 39.2 (2nd)      | Ellenzék          |
| 2010          | José Serra                | 33,132,283       | 32.6 (2nd)   | 43,711,388       | 44.0 (2nd)      | Ellenzék          |
| 2014          | Aécio Neves               | 34,897,211       | 33.6 (2nd)   | 51,041,155       | 48.4 (2nd)      | Ellenzék          |
| 2018          | Geraldo Alckmin           | 5,096,277        | 4.8 (4th)    |                  |                 | Kormánykoalíció   |

## Nemzeti Kongresszus

### Képviselőház
| Választási év | Szavazatok száma | % Szavazatok | +/–     | Elnyert mandátumok | +/–     |
| ------------- | ---------------- | ------------ | ------- | ------------------ | ------- |
| 1990          | 3,515,809        | 8.7 (6th)    | Új párt | 37 / 502           | Új párt |
| 1994          | 6,350,941        | 13.9 (2nd)   | 5.2     | 62 / 513           | 25      |
| 1998          | 11,684,900       | 17.5 (1st)   | 3.6     | 99 / 513           | 37      |
| 2002          | 12,534,774       | 14.3 (2nd)   | 3.2     | 71 / 513           | 28      |
| 2006          | 12,691,043       | 13.6 (3rd)   | 0.7     | 62 / 513           | 6       |
| 2010          | 11,477,380       | 11.9 (3rd)   | 1.7     | 53 / 513           | 12      |
| 2014          | 11,073,361       | 13.9 (2nd)   | 0.5     | 54 / 513           | 1       |
| 2018          | 5,905,541        | 6.0 (3rd)    | 7.9     | 29 / 513           | 25      |

### Szenátus
| Választási év | Szavazatok száma | % Szavazatok | +/–   | Elnyert mandátumok száma | +/– |
| ------------- | ---------------- | ------------ | ----- | ------------------------ | --- |
| 1990          | N/A              | N/A          | New   | 1 / 31                   | New |
| 1994          | N/A              | N/A          | N/A   | 14 / 81                  | 13  |
| 1998          | 6,366,681        | 10.3 (5th)   | N/A   | 16 / 81                  | 2   |
| 2002          | N/A              | N/A          | N/A   | N/A                      | N/A |
| 2006          | 10,547,778       | 12.5 (3rd)   | N/A   | 16 / 81                  | N/A |
| 2010          | 30,903,736       | 18.1 (2nd)   | 5.6   | 11 / 81                  | 5   |
| 2014          | 23,880,078       | 26.73 (1st)  | 8.63  | 10 / 81                  | 1   |
| 2018          | 20,310,558       | 11.9 (3rd)   | 14.83 | 8 / 81                   | 2   |